# Iosu Goñi
Iosu Goñi Leoz (Pamplona, 4 de enero de 1990) es un jugador de balonmano español que juega como lateral izquierdo en el Chambéry Savoie Handball y es internacional con la selección de balonmano de España.
Fue convocado con la selección para disputar el Campeonato Mundial de Balonmano Masculino de 2017.
Con la selección ganó la medalla de oro en el Campeonato Europeo de Balonmano Masculino de 2018.

## Carrera
Iosu Goñi comenzó a jugar de forma profesional al balonmano en el Ademar León en el que jugó desde el 2009 al 2013. En 2013 tuvo que dejar el club leonés debido a sus problemas económicos. Se marchó cedido al Al Quiyada catarí. 
Tras su paso por el club catarí, no regresó al Ademar, ya que fichó en verano de 2013 por el Pays d'Aix HB francés. Allí jugó 26 partidos y marcó 89 goles en su primera temporada, por lo que el club francés y el IPN quedaron muy satisfechos con el rendimiento del navarro. En 2014 debutó con la Selección de balonmano de España, en un partido contra la Selección de balonmano de Suiza.

## Clubes
| Club                     | País    | Año         |
| ------------------------ | ------- | ----------- |
| Reale Ademar León        | España  | 2009 - 2013 |
| Al-Quiyada (cedido)      | Catar   | 2013        |
| Pays d'Aix HB            | Francia | 2013 - 2020 |
| Chambéry Savoie Handball | Francia | 2020 - Act. |

## Palmarés

### Selección nacional

#### Campeonato Mundial
- Medalla de bronce en el Campeonato Mundial de Balonmano Masculino de 2021

#### Campeonato de Europa
- Medalla de oro en el Campeonato Europeo de Balonmano Masculino de 2018
- Medalla de oro en el Campeonato Europeo de Balonmano Masculino de 2020

#### Juegos Mediterráneos
- Medalla de bronce en los Juegos Mediterráneos de 2018